# Särbo
Särbo kallas den ena av två personer (särbor) som är i ett äktenskapsliknande förhållande men inte bor i samma hushåll. Termen står i motsatsförhållande till sambo som avser två personer som bor tillsammans under äktenskapsliknande förhållanden men inte är gifta. Särbor som endast oregelbundet och sällan träffas fysiskt kan sägas ha ett distansförhållande.